# Tetíïv
Tetíïv o Tetíyiv (en ucraïnès Тетіїв, en rus Тетиев, Tetíiev) és una ciutat de l'óblast de Kíiv, Ucraïna. El 2021 tenia 12.776 habitants.